# ریچارد سیمونز
ریچارد سیمونز (انگلیسی: Richard Simmons؛ زاده ۱۲ ژوئیهٔ ۱۹۴۸ – درگذشته ۱۳ ژوئیهٔ ۲۰۲۴) یک هنرپیشه اهل ایالات متحده آمریکا بود. وی بین سال‌های ۱۹۶۸ تا ۲۰۱۴ میلادی مشغول فعالیت بود.